# Електрофуг
Електрофу́г (рос. электрофуг, англ. electrofuge) — відхідна група чи атом, що відходять (витіснюються) у реакціях електрофільного заміщення при розщепленні їхнього зв'язку з рештою частини молекули субстрату, не забираючи електронної пари зі старого зв'язку. Наприклад, при нітруванні бензену за допомогою NO2+ електрофугом є H+.